# Ateuchus carolinae
Ateuchus carolinae là một loài bọ cánh cứng trong họ Bọ hung (Scarabaeidae).